# Verrerie-Sophie
Verrerie-Sophie est une ancienne commune de la Moselle en région Grand Est. Commune rattachée à Forbach en 1811, puis à Stiring-Wendel en 1857.

## Toponymie
La Verrerie de Sophie (1751), Verrerie Sophie (1793), Verrerie-Sophie ou Neuglas-Hutte (1845). 

## Histoire
Hameau du comté de Forbach. Était annexe de la paroisse de Forbach. 

Dès son arrivée à Forbach, le comte Henning comprit très vite qu'il convient de repeupler la région à la suite de la désertification causée par les guerres (guerre de Trente Ans 1618-1648) et pour ce faire, compte tenu de la richesse des forêts dans la région, il fallait les exploiter de manière rationnelle : 400 arpents de terre sont donc déboisés à proximité au nord du grand chemin menant de Forbach à Sarrebruck (actuellement Rue nationale) et 300 chênes tombent sous la cognée des bûcherons nous apprend Raymond Engelbreit dans son ouvrage « La Verrerie Sophie et ses habitants de 1718 à 1848 ». 
Une halle de verrerie est érigée en 1718 à l'endroit de l'actuel carrefour des Écoles, rue Saint Roch (le Comte construira cette verrerie en l'honneur de sa seconde épouse Sophie). Le 18 avril 1718, trente « jours » de terre étaient ascencés pour la construction de la verrerie. En août 1721, la verrerie " Sophie" était affermée par le Comte de Stralenheim au verrier Joseph Greiner. 
La production de la Verrerie où l'on souffle du gros verre, connaît donc de grandes difficultés dès le départ, les habitants de la contrée acceptent mal que des 'Bigezohene' bénéficient d'avantages qu'ils souhaitent conserver seuls. 
À la mort de Henning von Stralenheim en 1731, son épouse Sophie aura bien des soucis pour entamer une seconde période d'exploitation de la verrerie. De surcroît, elle est expropriée en 1751 et se retire avec ses enfants à Ditschviller ; elle meurt le 10 décembre 1756.

## Démographie
| 1793 | 1800 | 1806 |
| ---- | ---- | ---- |
| 346  | 341  | 423  |